# Diocèse apostolique catholique assyrien
 (août 2023).
Le Diocèse apostolique catholique assyrien (en anglais : Assyrian Catholic Apostolic Diocese, ACAD) était une Église orientale indépendante née d'un schisme de l'Église apostolique assyrienne de l'Orient après la déposition de l'évêque du diocèse de Californie occidentale Mar Bawai Soro (ou Ashur Soro) en novembre 2005.

## Histoire
La réception de l'ensemble du clergé a lieu le 28 mars 2008.

## Organisation
Eglises, toutes situées en Californie membre de l'Éparchie Saint-Pierre Apôtre de San Diego des Chaldéens
- St. Paul Assyrian-Chaldean Catholic Church[3] à North Hollywood.
- St. Mary’s Assyrian Chaldean Catholic Church à Campbell.
- St. Matthew Assyrian-Chaldean Catholic Church[4] à Ceres (Californie).